# 近衛八郎

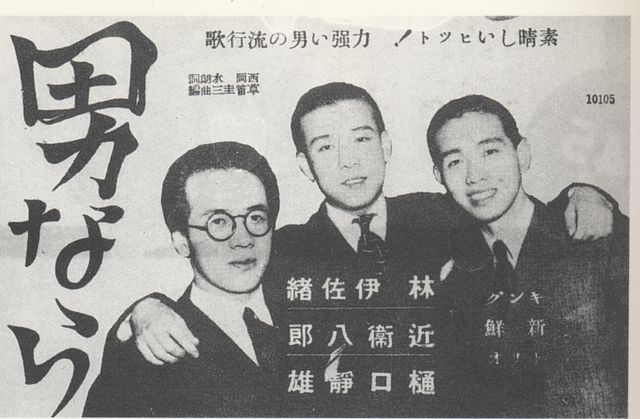
『男なら』の宣伝ポスター（画面右から林伊佐緒、近衛八郎、樋口静雄）

近衛 八郎（このえ はちろう、1913年〈大正2年〉11月16日 - 1995年〈平成7年〉）は昭和期の歌手、作曲家。本名は、釜田 俊雄。妻は、戦前キングレコードで活躍したミッキー松山こと松山映子（1912年‐2006年）。

## 経歴
新潟県佐渡郡沢根町（佐和田町を経て現在の佐渡市）出身。佐渡中学校、武蔵野音楽学校卒業。1936年（昭和11年）キングレコードから「あの夢この夢」でデビュー。「ああ我が戦友」や「男なら (軍歌)」などがヒット。その後応召により出征する。
戦後は作曲に転向し、鎌多俊与の名で作曲家として活躍。1956年（昭和31年）、三橋美智也の「哀愁列車」が大ヒットとなった。その他、若原一郎「風の吹きよで」、春日八郎「玄海船乗り」、「居酒屋」、三橋美智也「俺ら炭鉱夫」などを作曲した。